# William Keppel (7e comte d'Albemarle)
William Coutts Keppel, né à Londres le 15 avril 1832 et mort le 28 août 1894, est un militaire et homme d'état britannique de l'époque victorienne. Il est 7e comte d'Albemarle.

## Biographie
Il est le fils unique du général George Keppel, 6e comte d'Albemarle, et de sa femme Susan Coutts Trotter, fille de Coutts Trotter, 1er baronnet. Il fait ses études au collège d'Eton. Lorsque son père, en 1851, acquiert par succession le titre de comte d'Albemarle, il se voit décerner le titre de courtoisie de vicomte Bury.
Keppel devient enseigne et lieutenant en 1843 dans le 43e régiment d'infanterie, lieutenant dans les Scots Guards en 1848 et aide-de-camp de Frederick FitzClarence en Inde en 1853. De 1854 à 1856, il est surintendant aux Affaires Indiennes au Canada.
Il est élu au parlement en 1857. D'abord membre du parti libéral, il occupe le poste de Treasurer of the Household de 1859 à 1866 dans le gouvernement dirigé par Lord Palmerston et Lord Russell. Il passe ensuite dans le camp des conservateurs et devient sous-secrétaire d'état à la guerre sous la direction de Benjamin Disraeli de 1878 à 1880 et de Lord Salisbury de 1885 à 1886.

## Union et descendance
William Keppel, 7e comte d'Albemarle se marie le 15 novembre 1855 à Dundurn Castle, Hamilton, Canada, avec Sophia Mary MacNab, fille d'Allan MacNab. De leur union sont issus dix enfants :
- Arnold Keppel (1858–1942), 8e comte d'Albemarle, marié avec Gertrude Lucia Egerton.
- Gertrude Mary Keppel (1859–1860), morte à l'âge d'environ 5 mois.
- Theodora Keppel (1862–1945), mariée avec Leslie Davidson, dont descendance.
- Derek Keppel
- Hilda Mary Keppel (1864–1955), religieuse.
- George Keppel (1865-1947), officier de l'armée britannique, marié avec Alice Edmonstone[4], dont descendance ; ils sont les trisaïeuls de Camilla Shand, reine consort du Royaume-Uni en tant qu'épouse de roi Charles III.
- Leopoldina Olivia Keppel (1866–1948), religieuse, dite "Madame Keppel".
- Susan Mary Keppel (1868–1953), mariée en 1896 avec Walter Beaupré Townley..
- Mary Stuart Keppel (1869–1906), mariée en 1900 avec Harold Arthur Lewis Tagart.
- Florence Cecilia Keppel (1871–1963), mariée en 1902 avec William Boyle 12e comte de Cork et Orrey.